# セラドール
セラドール(CELLADOR)は、2004年にアメリカのネブラスカ州オマハで結成されたヘヴィメタルバンド。
かなりのスピードで演奏するため、ドラゴンフォースやバーニング・イン・ヘルと比較されることが多い。X JAPANのSilent Jealousyのカヴァー曲を公式サイトで公開したところ日本のメロディックスピードメタルファンから注目されることとなった。その縁もあってか、1stアルバムより「Leaving All Behind」をコナミのアーケードゲーム「GuitarFreaksV4」「DrumManiaV4」に提供している。
2005年の年末から、元モービッド・エンジェル、ヘイト・エターナルのエリック・ルータンをプロデューサに迎えて制作された1stアルバム『Enter Deception』は、多くのファンに支持されることとなった。
2007年には、LOUD PARK 07に出演するため、初来日。
なお、日本語では『セラドール』と表記されているが、本人達曰く、本来の発音は『Sell A Door』に近いらしい。

## メンバー

### 現在のメンバー
- クリス・ピーターセン / Chris Petersen – Guitar, Vocals (2004-)

唯一のオリジナルメンバー。
- ディエゴ・ヴァラデス / Diego Valadez – Synthesizer (2011-)
- ニック・マカリスター / Nick Mccallister – Drums (2011-)
- エリック・マイヤーズ / Eric Meyers – guitar (2015-)

### 過去のメンバー
- マイケル・グレミオ / Michael Gremio – vocals (2005-2009)
- デイブ・ダヒル / Dave Dahir – drums (2004-2007, 2007-2009)
- ヴァレンティン・ラフマノフ / Valentin Rakhmanov – bass (2004-2007)
- ビル・ハドソン / Bill Hudson - guitar (2005-2008)

- ミーカ・ホリウチ / Mika Horiuchi – bass (2007-2009)

男性。脱退後はフォーリング・イン・リヴァースに加入し2011年から2012年まで在籍。
- ヨード / Yord - guitar (2008-2009)
- リック・ハルバーソン / Rick Halverson - drums (2007)
- サム・チャタム / Sam Chatham - guitar (2004-2005)
- カレブ・デラエット / Caleb Delaet – Guitar (2012-2014)
- ジェームス・ピケット / James Pickett – Bass (2011-2016)
- クリス・ダビラ / Chris Davila – Bass (2017-2018)
- Albert Kurniawan - Drums
- Joey "Necrotic Fleshrot" Cardenas - Drums
- Warren "Andy" Curry - Vocals

## ディスコグラフィ
- 2005年 Leaving All Behind （デモEP）
- 2006年 Enter Deception （1stアルバム）
- 2013年 Honor Forth (EP）
- 2017年 Off the Grid